# Regulon
Em biologia celular um regulon ou regulão é uma coleção de genes (que podem estar organizados em operões) sendo regulados pela mesma proteína reguladora. Este termo é geralmente usado para sistemas procariontes.